# Alexei Nikolajewitsch Jufkin
Alexei Nikolajewitsch Jufkin (russisch Алексей Николаевич Юфкин; * 11. Januar 1986 in Saransk) ist ein russischer Gewichtheber. Er wurde 2009 Europameister und 2010 Vize-Weltmeister im Zweikampf des Leichtschwergewichts.

## Werdegang
Alexei Jufkin erschien bei der Junioren-Europameisterschaft (U 17) 2003 in Dortmund erstmals auf der internationalen Gewichtheberbühne und belegte dort im Leichtgewicht mit 282,5 kg (125–157,5) den 2. Platz. 2005 und 2006 nahm er an drei weiteren internationalen Junioren-Meisterschaften teil und gewann bei allen eine Medaille im Zweikampf. Der größte Erfolg gelang ihm dabei im Jahre 2006, als er in Palermo Junioren-Europameister (U 20) im Zweikampf des Mittelgewichts wurde. Seine Leistungen betrugen damals 155 kg im Reißen und 185 kg im Stoßen, also 340 kg im Zweikampf.
2008 startete er erstmals bei einer internationalen Meisterschaft bei den Senioren. Bei der Europameisterschaft in Lignano kam er dabei im Mittelgewicht mit 355 kg im Zweikampf hinter seinem Landsmann Oleg Perepetschenow, 362 kg (164–198) und Ara Chatschatrjan aus Armenien, 361 kg (165–196) auf den 3. Platz. Im Stoßen wurde er mit 200 kg sogar Europameister. Bei den Olympischen Spielen 2008 in Peking wurde er nicht eingesetzt.
2009 wechselte er in das Leichtschwergewicht und erzielte im Februar 2009 bei einem nationalen Wettstreit in Wladikawkas in dieser Gewichtsklasse 370 kg (165–205). Er wurde daraufhin bei der Europameisterschaft dieses Jahres in Bukarest eingesetzt und erreichte dort im Leichtschwergewicht im Zweikampf 369 kg (164–205), mit denen er vor Intigam Zairow, Aserbaidschan, 368 kg (168–200) und Mikalaj Nowikau, Belarus, 367 kg (166–201), Europameister wurde. Außerdem wurde er auch im Stoßen Europameister.
Alexei Jufkin war in der Folgezeit einige Male verletzt und konnte an den russischen Meisterschaften 2009 und 2010 und auch an der Weltmeisterschaft 2009 und der Europameisterschaft 2010 nicht teilnehmen. Wiederhergestellt, war er 2010 bei der Weltmeisterschaft in Antalya wieder am Start und stellte sich dort in hervorragender Form vor. Er erzielte 172 kg im Reißen und 208 kg im Stoßen und verfehlte in seinem dritten Stoßversuch 212 kg nur ganz knapp, mit denen er Zweikampf-Weltmeister geworden wäre. Mit seiner Leistung von 380 kg im Zweikampf wurde er aber Vize-Weltmeister.
2011 wurde er in Kasan mit 385 kg (170–215) erneut Europameister im Leichtschwergewicht und gewann auch im Stoßen mit 215 kg den Titel. Den zweiten Platz belegte im Zweikampf sein Landsmann Apti Auchadow, der ebenfalls 385 kg (173–212) zur Hochstrecke brachte, aber etwas schwerer war.

## Internationale Erfolge
| Jahr | Platz | Wettbewerb                                         | Gewichtsklasse | Ergebnis |
| 2003 | 2.    | Junioren-EM (U 17) in Dortmund                     | Leicht         | mit 282,5 kg (125–157,5), hinter Mikalai Tscharniak, Belarus, 290 kg (130–160)                                                 |
| 2005 | 2.    | Junioren-EM (U 20) in Trencin                      | Mittel         | mit 335 kg (149–186), hinter Mikalai Tscharniak, 344 kg (154–190), vor Mikalaj Nowikau, Belarus, 330 kg (150–180)              |
| 2006 | 3.    | Junioren-WM (U 20) in Hangzhou/Volksrepublik China | Mittel         | mit 335 kg (145–190), hinter Su Dajin, Volksrepublik China, 349 kg (157–192) u. Mikalai Tscharniak, 348 kg (157–191)           |
| 2006 | 1.    | Junioren-EM (U 20) in Palermo                      | Mittel         | mit 340 kg (155–185), vor Wladimir Uschukow, Russland, 327 kg (145–182) und Jose Casado, Spanien, 326 kg (151–175)             |
| 2008 | 2.    | Universitäten-Welt-Cup                             | Mittel         | mit 330 kg (142–188), hinter Yang Yiangrong, China, 342 kg (156–186)                                                           |
| 2008 | 3.    | EM in Lignano                                      | Mittel         | mit 355 kg (155–200), hinter Oleg Perepetschenow, Russland, 362 kg (164–198) und Ara Chatschatrjan, Armenien, 361 kg (165–196) |
| 2009 | 1.    | EM in Bukarest                                     | Leichtschwer   | mit 369 kg (164–205), vor Intigam Sairow, Aserbaidschan, 368 kg (168–200) u. Mikalaj Nowikau, 367 kg (166–201)                 |
| 2010 | 2.    | WM in Antalya                                      | Leichtschwer   | mit 380 kg (172–208), hinter Adrian Zieliński, Polen, 383 kg (173–210), vor Siarhei Lahun, Belarus, 377 kg (166–211)           |
| 2011 | 1.    | EM in Kasan                                        | Leichtschwer   | mit 385 kg (170–215) vor Apti Auchadow, Russland, 385 kg (173–212) und Benjamin Hennequin, Frankreich, 373 kg (165–208)        |

## WM + EM-Einzelmedaillen (Senioren)
- WM-Bronzemedaillen: 2010/Reißen
- EM-Goldmedaillen: 2008/Stoßen – 2009/Stoßen – 2011/Stoßen
- EM-Silbermedaillen: 2011/Reißen
- EM-Bronzemedaillen: 2008/Reißen

## Erläuterungen
- WM = Weltmeisterschaft, EM = Europameisterschaft
- alle Wettbewerbe im Zweikampf, bestehend aus Reißen und Stoßen
- Leichtgewicht, bis 69 kg, Mittelgewicht, bis 77 kg u. Leichtschwergewicht, bis 85 kg Körpergewicht